# Rishat Khaibullin
Rishat Khaibullin (en russe : Ришат Хайбуллин), né le 21 septembre 1995 à Almaty, est un grimpeur kazakh, plutôt spécialisé en vitesse.
Il a gagné la médaille de bronze lors de l'épreuve de combiné format olympique lors des championnats du monde d'escalade de 2019, ce qui lui permet de se qualifier pour l'épreuve d'escalade aux Jeux olympiques d'été de 2020.

## Palmarès

### Championnats du monde
| Championnat | Lieu                | Vitesse | Difficulté | Bloc | Combiné |
| ----------- | ------------------- | ------- | ---------- | ---- | ------- |
| 2014        | Munich, Allemagne   | 23e     | 50e        |      |         |
| 2018        | Innsbruck, Autriche | 22e     | 53e        | 116e | 23e     |
| 2019        | Hachioji, Japon     | 7e      | 52e        | 41e  | 3e      |

### Jeux mondiaux
- Médaille de bronze en vitesse 4 aux 2025 à Chengdu